# San Marcos, San Marcos (Guerrero)
San Marcos är en ort i Mexiko.   Den ligger i kommunen San Marcos och delstaten Guerrero, i den södra delen av landet, 290 km söder om huvudstaden Mexico City. San Marcos ligger 90 meter över havet och antalet invånare är 12 278.
Terrängen runt San Marcos är platt åt sydväst, men åt nordost är den kuperad. Runt San Marcos är det ganska glesbefolkat, med 34 invånare per kvadratkilometer. San Marcos är det största samhället i trakten. Omgivningarna runt San Marcos är en mosaik av jordbruksmark och naturlig växtlighet.